# Церква Василія Великого (Київ)
Церква святого Василія Великого — греко-католицька церква при монастирі отців василіян у Києві, розташована на Вознесенському узвозі, 7.

## Історія
Влітку 1993 року владика Софрон Дмитерко, єпископ Івано-Франківський посвятив хрест під будівництво храму.
Серпень 1998 року — початок будівництва.
16 травня 1999 року єпископ Василій Медвіт заклав у наріжний камінь капсулу з грамотою про заснування храму і монастиря.
14 січня 2000 року відслужено першу Святу Літургію.
22 червня 2001 року — урочисте відкриття діяльності монастиря. Святу Літургію відслужив Верховний Архієпископ УГКЦ Любомир Гузар з єпископатом УГКЦ.
25 червня 2001 року Папа Римський Іван Павло ІІ, перебуваючи з пастирським візитом в Україні, відвідав і поблагословив храм і монастир.
19 травня 2002 року відбулося освячення храму і престолу, в який заклали мощі блаженного священномученика Йосафата Коциловського, яке здійснили владики Василій Медвіт, екзарх Києво-Вишгородський та Софрон Мудрий, єпископ Івано-Франківський.
Будував храм і першим його ігуменом був ієромонах Теодозій Янків (2000–2005 роки).
2011 року при храмі створився хоровий колектив, згодом названий Маленький хор Василія Великого.

Пам'ятний хрест на честь 1020-річчя хрещення Київської Русі

Інтер'єр храму

## Розклад богослужінь у храмі
Будні
7.20 — Ранкова
8.00 — Св. Літургія
18.00 — Вечірня
Святкові дні в будні
8.00 — Ранкова
9.00 — Св. Літургія
18.00 — Вечірня
19.00 — Св. Літургія
Неділя
9.00 — Ранкова
10.00 — Св. Літургія
12.00 — Св. Літургія (для дітей та молоді)
13.30 — Св. Літургія
18.00 — Вечірня
При парафії відбувається катехизація дошкільнят, підлітків та студентської молоді, підготування до першої Святої Сповіді та урочистого Святого Причастя. Отці Василіяни з київського монастиря опікуються також Спілкою Української Молоді. Проводяться курси передподружньої катехизації, кожного понеділка читання Святого письма — Біблійна формація, курс «Альфа», християнський відео-клуб. При храмі збираються учасники Руху Назаретанських Родин, а також спільноти «Віра і Світло» та «Калео».